# 藤森里穂のねほりはほりほラジオ
『藤森里穂のねほりはほりほラジオ』（ふじもりりほのねほりはほりほラジオ）はラジオクロニクル～らじくろ～ Podcast Spotify Amazon Musicで配信中のWebラジオ番組。藤森里穂の冠番組として開始された。

## 概要
藤森里穂が、皆さんと楽しく日常を深掘りしちゃおう、という番組
この番組テーマにしたのは、ねほりはほり、藤森里穂の事を、皆さん、そしてあなたに知ってほしいな、と思って決めた。

## 番組コーナー
深掘りほ
藤森里穂の事を、深掘りしていくコーナー
お便りほ
リスナーからの、お便りを紹介していくコーナー

## 出演者
- 藤森里穂

## ゲスト女優リスト
2024年
1. 9月21日 小野六花(特別タイトル：藤森里穂と小野六花のねほりはほりっかラジオ)
2. 10月22日 小野六花(特別タイトル：                            〃                             )

2025年
1. 1月21日 楪カレン(楪カレンのみんなでゆいま～る♪とのコラボ収録)
2. 5月23日 七瀬アリス
3. 6月19日 七瀬アリス